# Candemir Berkman
Candemir Berkman (* 10. Februar 1934 in Istanbul) ist ein ehemaliger türkischer Fußballspieler, -trainer und -funktionär. Durch seine langjährige Tätigkeit für Galatasaray Istanbul und als Eigengewächs wird er stark mit diesem Verein assoziiert. Auf Fan- und Vereinsseiten wird er als einer der bedeutendsten Spieler der Klubgeschichte aufgefasst. Er war ein wichtiger Bestandteil jener Mannschaft, die mit Spielern wie Metin Oktay, Kadri Aytaç, Suat Mamat, İsfendiyar Açıksöz, Ali Beratlıgil und Turgay Şeren den türkischen Fußball der 1950er und 1960er Jahre stark beeinflusste. Aufgrund seiner engen Manndeckung und körperbetonten Spielweise wurde er zu Spielerzeiten als Kasap Candemir (dt. Candemir der Schlachter bzw. Schlachter Candemir) bezeichnet. Er war von 1992 bis 1995 für drei Jahre Vorstandsmitglied des türkischen Fußballverbandes.

## Spielerkarriere

### Verein
Berkman besuchte das renommierte Galatasaray-Gymnasium und spielte hier in der Jugendabteilung des Traditionsvereins Galatasaray Istanbul – jenes Vereins, der von Schülern des Galatasaray-Gymnasiums gegründet wurde. Sein fußballerisches Talent sprach sich in der Galatasaray-Gemeinde schnell herum, sodass er begann für die Jugendabteilung von Galatasaray zu spielen.
Im Dezember 1957 wurde der amtierende Trainer der Profimannschaft Musa Sezer durch den Briten George Dick ersetzt. Dieser führte innerhalb des Mannschaftskaders eine Revision durch und holte einige Spieler aus der Nachwuchsabteilung in den Profikader, u. a. Berkman. Zum Zeitpunkt seiner Beförderung existierte in der Türkei keine landesübergreifende Profiliga. Stattdessen existierten in den Ballungszentren wie Istanbul, Ankara und Izmir regionale Ligen, von denen die İstanbul Profesyonel Ligi (dt.: Istanbuler Profiliga) als die Renommierteste galt. Berkman gab sein Debüt für Galatasaray während der Partie in der Istanbuler Profiliga vom 28. Dezember 1957 gegen Kasımpaşa Istanbul. In dieser Partie spielte er über die volle Spiellänge. Im weiteren Saisonverlauf wurde er in sieben weiteren Partien eingesetzt. Sein Team lieferte sich in dieser Saison mit dem Erzrivalen Fenerbahçe Istanbul ein Kopf-an-Kopf-Rennen um die Istanbuler Meisterschaft und setzte sich in den letzten Spieltagen gegen den Erzrivalen durch und wurde Istanbuler Meister. Damit holte Berkman auch seinen ersten Titel auf Vereinsebene. Nach dem Saisonende nahm Galatasaray am Federasyon Kupası (dt. Verbandspokal) teil, während Berkman im Laufe dieses Turniers bei zehn der möglichen elf Begegnungen zum Einsatz kam. Sein Team beendete das Turnier hinter dem Erzrivalen Beşiktaş Istanbul auf dem 2. Platz. In der İstanbuler Liga der Saison 1958/59 festigte Berkman seinem Stammplatz und absolvierte nahezu alle Partien seines Klubs. Die Mannschaft kämpfte erneut mit Fenerbahçe um die Meisterschaft und vergab dieses Mal das Rennen.
Ab Frühjahr 1959 nahm Berkman mit der Mannschaft an der neugegründeten und landesweit ausgelegten Millî Lig (der heutigen Süper Lig) teil. Diese Liga löste die regionalen Ligen in den größeren Ballungszentren, wie z. B. die İstanbul Profesyonel Ligi, als höchste und einzige türkische Spielklasse ab. In der ersten Spielzeit der Millî Lig wurde die Meisterschaft in zwei Runden ausgetragen. In der ersten Runde fand das Ligasystem in zwei separaten Gruppen statt. In der zweiten Runde entschieden die beiden Gruppenersten in einem Finale mit Hin- und Rückspiel die Meisterschaft unter sich. Berkman nahm mit seiner Mannschaft in der Gruppe Rot am Wettbewerb teil. Hier belegte er mit Galatasaray den 1. Tabellenplatz und qualifizierte sich für das in zwei Begegnungen gespielte Finale um die türkische Meisterschaft. Dabei absolvierte Berkman alle vierzehn möglichen Ligaspiele seiner Mannschaft. Im Hinspiel des Finales besiegte sein Team Fenerbahçe mit 1:0. Das Rückspiel verlor die Mannschaft mit 0:4 und vergab so die erste türkische Meisterschaft an den Erzrivalen. In den nächsten beiden Spielzeiten der Millî Lig verlor Berkman phasenweise seinen Stammplatz, absolvierte aber immer mindestens die Hälfte der möglichen Ligaspiele über die volle Distanz. In der Spielzeit 1961/62 etablierte er sich auf Anhieb wieder als Stammspieler. Über die gesamte Saison lieferte sich seine Mannschaft erneut mit dem Erzrivalen Fenerbahçe ein Kopf-an-Kopf-Rennen um die türkische Meisterschaft und beendete die Saison mit vier Punkten Vorsprung als Meister. Damit wurde sowohl Galatasaray als auch Berkman zum ersten Mal türkischer Fußballmeister. Auch in der Saison 1962/63 gelang dem Klub die türkische Meisterschaft und damit die Titelverteidigung. Seine Mannschaft gewann in dieser Saison auch den frisch eingeführten Türkischen Fußballpokal und wurde damit sowohl erster türkischer Pokalsieger als auch erster türkischer Double-Sieger. Zudem schaffte es Berkmans Team im Europapokal der Landesmeister der Saison 1962/63 bis ins Viertelfinale zu kommen und erreichte so die bis dato beste Platzierung einer türkischen Mannschaft in diesem Wettbewerb im Speziellen und in allen europäischen Vereinswettbewerben im Allgemeinen. In den nächsten beiden Spielzeiten verpasste Berkman mit seinem Team in der Liga die Titelverteidigung, holte aber zum zweiten und dritten Mal den Türkischen Fußballpokal. Dadurch war Berkman auch Teil jener Mannschaft, die zum ersten Mal den Türkischen Fußballpokal drei Mal in Folge gewinnen konnte.
Da Galatasaray zweimal in Folge den Gewinn der Meisterschaft verfehlte, wurde im Sommer 1965 eine Revision im Kader durchgeführt und einige langjährige Spieler an andere Vereine abgegeben. Im Rahmen dieser Revision verließ auch Berkman Galatasaray zur Saison 1965/66 und wechselte zum Stadt- und Ligarivalen Vefa Istanbul. Für diesen Verein spielte er in den nächsten drei Spielzeiten und beendete anschließend seine zum Sommer 1968 seine Karriere. Am 26. Juni 1968 verabschiedete er sich mit einem Jubiläumsspiel, in dem Galatasaray auf eine Auswahlmannschaft traf, vom Profifußball.

### Nationalmannschaft
Berkman startete seine Nationalmannschaftskarriere 1958. Er wurde im Rahmen eines Testspiels gegen in den Kader der türkischen B-Nationalmannschaften berufen und gab in der Begegnung gegen die zweite Auswahl Bulgariens sein allgemeines Länderspieldebüt. 1960 und 1961 spielte er drei weitere Male für die B-Mannschaft seines Landes.
1961 später wurde er dann vom Nationaltrainer Sandro Puppo in das Aufgebot der türkischen A-Nationalmannschaft nominiert. So gab Berkman im Mai 1958 im Rahmen eines Testspiels gegen die Südkoreanische Nationalmannschaft sein Länderspieldebüt. Nach dieser Begegnung gehörte Berkman etwa drei Jahre zu den regelmäßig nominierten Spielern der türkischen A-Auswahl.
Sein letztes Länderspiel absolvierte er am 27. September 1964 gegen Polen. Insgesamt spielte er elf Mal für die Türkische A-Nationalmannschaft. Neben seiner Tätigkeit für die A-Nationalmannschaft war Berkman auch viermal für die B-Nationalmannschaft aktiv.

## Trainerkarriere
In seiner letzten Spielersaison, der Erstligasaison 1967/68, arbeitete er bei Vefa Istanbul bereits als Spielertrainer. Nach dem Ende seiner Spielerkarriere wurde verkündet, dass Berkman Vefa die kommende Saison als Cheftrainer betreuen werde. Entgegen dieser Verkündung wurde er einen Tag später Co-Trainer bei Galatasaray Istanbul und assistierte damit dem Cheftrainer Tomislav Kaloperović. Nach einem Jahr in dieser Tätigkeit wurde hier sein Vertrag nicht verlängert, obwohl weiterhin Kaloperović als Cheftrainer arbeiten sollte.
Berkman übernahm nach der Freistellung von Galatasaray beim Zweitligisten Kütahyaspor als Cheftrainer und trainierte diesen Verein eine Spielzeit lang. Nach dieser Saison konnten sich beide Seiten für eine weitere Zusammenarbeit nicht einigen, sodass Berkman den Verein verließ.
Daraufhin übernahm Berkman zur neuen Saison den neuen Zweitligisten Hatayspor. Nachdem er hier im April 1971 mit seinen Spielern eine heftige Kontroverse erlebt hatte, trat er von seinem Amt zurück und reiste nach Istanbul.
Im September 1972 begann er den Zweitligisten Zonguldakspor zu betreuen.
Zur Rückrunde der Saison 1973/74 wurde er beim Zweitligisten Ankara Şekerspor als Trainer vorgestellt. Mit diesem Verein spielte er lange Zeit mit seinem früheren Klub Zonguldakspor um die Meisterschaft und damit den direkten Aufstieg in die 1. Lig. Am Saisonende vergab die Mannschaft den Aufstieg an Zonguldakspor. Während seiner Tätigkeit für Şekerspor wurde er während der Auswärtspartie gegen Aydınspor von gegnerischen Fans verprügelt.
Im Sommer 1975 übernahm Berkman den Erstligaaufsteiger Balıkesirspor. Diesen Verein führte er durch seine einzige Erstligaspielzeit und verfehlte zum Saisonende mit ihm den Klassenerhalt.
1977 arbeitete er kurze Zeit für Galatasaray als Scout im Transferkomitee.
Im Frühjahr 1978 übernahm er den südosttürkischen Vertreter Urfaspor. Hier trat er im März wieder von seinem Amt zurück. Erst stritt er sich mit dem Klubpräsidenten Sükrü Çadirci und übermittelte ihm seinen Rücktritt. Dieser lehnte Berkmans Rücktritt ab. Anschließend betrank sich Berkman in einem Lokal und schnitt sich die Pulsadern auf.
Im Sommer 1978 übernahm er seinen alten Klub Vefa Istanbul als Cheftrainer. Diesen Klub trainierte er eine Spielzeit und wurde mit ihr Tabellenvierter. Auch in der neuen Saison blieb er weiter Trainer von Vefa. Zur Winterpause verließ er den Klub wieder.
1980 arbeitete Berkman erneut im Transferkomitee von Galatasaray.
Zur Saison 1980/81 einigte er sich mit dem Istanbuler Verein Galata SK und betreute diesen Klub eine Spielzeit lang.
Im Sommer 1981 begann er zum dritten Mal als Trainer für Vefa SK zu arbeiten. Mit Ende der Spielzeit 1981/82 wurde er von diesem Klub als Cheftrainer entlassen. Anschließend war er einige Zeit als Berater für Vefa tätig.
In den 1990er Jahren war er für einige Zeit als Talentsichter des türkischen Fußballverbandes tätig.

## Trivia
- Galatasaray Istanbul organisiert seit der Eröffnung des neuen Stadions Türk Telekom Arena, unter der Schirmherrschaft des Hauptsponsors Türk Telekom, vor jedem Heimspiel ein Danksagung für seine ehemaligen legendären Spieler. So wurde am 26. November 2011 im Rahmen der Ligabegegnung gegen Sivasspor Berkman und seinem damaligen Teamkollegen Suat Mamat eine Dankesplakette für ihre langjährigen Dienste und Erfolge überreicht.[1]

## Erfolge
Mit Galatasaray Istanbul
- Meister der İstanbul Profesyonel Ligi: 1957/58
- Türkischer Meister: 1961/62, 1962/63
- Türkischer Pokalsieger: 1962/63, 1963/64, 1964/65
- TSYD-Istanbul-Pokalsieger: 1963/64
- Viertelfinalist im Europapokal der Landesmeister: 1962/63